# Павлович, Надежда Александровна
Надежда Александровна Павло́вич (17 [29] сентября 1895, Ляудона, Лифляндская губерния — 3 марта 1980, Москва) — русский поэт, переводчик, критик. Член Союза писателей СССР.

## Биография
Родилась 17 (29) сентября 1895 года в семье мирового судьи Александра Феликсовича Павло́вича, из старинного шляхетского польско-литовского рода Одровонжей (служил по судебному ведомству и в СССР). Брат Борис — юрист; сестра: Зинаида — учительница русского языка и литературы, была награждена орденом Ленина.
Ранее детство прошло в Вецпиебалге. С 1905 года жила в Новоржеве Псковской губернии. Окончила в 1912 году с золотой медалью Александровскую гимназию в Пскове, затем — Высшие женские курсы В. А. Полторацкой в Москве (историко-филологический факультет).
Принимала участие в литературной жизни Москвы, была участницей литературного кружка при журнале «Млечный путь» (1915), выступала в литературных кафе; познакомилась с В. Брюсовым, Андреем Белым, Вяч. Ивановым, С. Есениным, Б. Пастернаком. В соавторстве с другими поэтами написала сценарий «Зовущие зори».
В 1917 г. вышла замуж за художника Георгия Ряжского. Развод в 1922 году .
После 1917 года — секретарь московского Пролеткульта, с М. П. Герасимовым занималась организацией отделения Пролеткульта в Самаре. В начале 1918 года в Москве на Молчановке (бывшая гимназия Гедеоновой) открыла студию стиховедения. Позднее — секретарь президиума внешкольного отдела Наркомпроса, работала под началом Н. К. Крупской.
Член президиума Всероссийского Союза поэтов. В Петрограде организовала петроградское отделение Союза поэтов. В 1920—1921 гг. — секретарь Петроградского отделения Союза поэтов. С лета 1920 г. по март 1921 г. активно общалась с Александром Блоком, была его соседкой по дому на Офицерской улице и близкой подругой.

Надежда Павлович приехала в Петроград летом 1920 года. Сначала остановилась в Доме литераторов, но вскоре нашла себе комнату в квартире на Офицерской. Петроград к тому времени опустел, полупустой стояла и эта большая квартира в полуподвальном этаже огромного старого дома. Туда часто приходил Блок, живший неподалеку, садился на широкий подоконник. А иногда, чтобы не идти под арку ворот через большой двор и пустую квартиру, влезал в комнату, со смехом, через окно. Это был последний роман Блока…— Нарышкина-Прокудина-Горская Н. А. Моя родословная. Ч. 6. Мои родители // Научно-технические ведомости Санкт-Петербургского государственного политехнического университета. — 2011.
В 1921 году, после смерти Александра Блока, испытав тяжёлый кризис и уйдя из общественной и литературной жизни, по совету художника Льва Бруни приехала в монастырь Оптина пустынь, где познакомилась с оптинским старцем, иеросхимонахом Нектарием. По его благословению на два года осталась в Оптиной пустыне, стала сотрудницей (а потом и заведующей) Оптинского краеведческого музея. После закрытия монастыря в 1923 году занималась судьбой Нектария (спасая его от расстрела) и сохранностью реликвий обители. В конце 1920-х гг. перевезла архив и библиотеку Оптиной пустыни, сдав их в Государственную библиотеку им. В. И. Ленина в Москве. Работала в Красном Кресте, помогала заключённым в тюрьмах, посетила находившегося в заключении Сергия Мечёва. С 1940-х гг. состояла в переписке с митрополитом Вениамином Федченковым.
С 1958 года дружила с В. Дудинцевым.
Её хлопотами в конце 1974 года руинированная Оптина пустынь получила статус памятника культуры. В 1970-х гг. с ней познакомились А. И. Солженицын и протоиерей Александр Мень.
Жила в Москве, в Мёртвом переулке на Арбате. Лето проводила в Юрмале, в Латвии.

Как вспоминала Ирина Карклиня, "маленькая чудаковатая подслеповатая старушка с удивительно ясным умом и прекрасной памятью, с железной волей и добрейшим сердцем, она жила в своем особенном внутреннем мире, резко контрастирующем с жизнью прочих обитателей Дома творчества. Над ней посмеивались, не принимали всерьез, но она будто не замечала улыбок по поводу её старомодных шляпок, ридикюлей полувековой давности и стареньких, поношенных платьев. Гуляя по пляжу или парку, с трудом поднимаясь по навощенным паркетным ступенькам в столовую, она словно плыла над людским любопытством и липким шепотком: «Смотрите, эта бабуля — последняя женщина Блока»— Гайлит Г. Божий человек и поэт от Бога
Умерла в Москве 3 марта 1980 года. Похоронена в Москве на Даниловском кладбище (16 участок).

## Творчество
Опубликовала первые стихи в газете «Псковская жизнь» в 1911 году. Впоследствии печаталась в газетах, журналах и альманахах («Сполохи», «Альманах муз», «Записки мечтателей» и др.). Литературное становление Павлович прошло под влиянием В. Брюсова, Андрея Белого, Вяч. Иванова, А. Блока. По словам Павлович, Блоку нравилось её четверостишие: «У сада — есть яблони, / У женщин — есть дети, / А у меня — только песни, / И мне — больно»,— в ответ на которое он написал на своем сборнике «За гранью прошлых дней» (1920), подаренном ей, четверостишие: «Яблони сада вырваны, / Дети у женщин взяты, / Песню не взять, не вырвать, / Сладостна боль её».
В раннем творчестве была нечужда злобе дня. В 1918 г. в соавторстве с М. Герасимовым, С. Есениным и С. Клычковым написала агитсценарий «Зовущие зори». По её позднему признанию, «все мы были очень разными, но все мы были молодыми, искренними, пламенно и романтически принимали революцию — не жили, а летели, отдаваясь её вихрю. Споря о частностях, все мы сходились на том, что начинается новая мировая эра, которая несет преображение (это было любимое слово Есенина) всему — и государственности, и общественной жизни, и семье, и искусству, и литературе». В рукописном сборнике «Тяжкий сон» (1920, поэма «Отрывки из „Поэмы о заговоре“») описала диспуты в Политехническом музее, которые посещает героиня, расстрел восставших эсеров и кладбище расстрелянных за Ходынкой. В начале 1920-х гг. выступала (часто под псевдонимом Михаил Павлов) как критик (статьи «Поэты пролеткульта» (1921), «Письмо из Петербурга: Петербургские поэты» (1922), «Московские впечатления: Письмо из Москвы» (1922) и др.).
Вяч. Иванов так оценивал первый сборник Павлович «Берег»:

Я уверен, что любители поэзии сочувственно встретят Вашу первую книжку стихов и, весело прощая им кое-где молодую угловатость, не затруднятся признать [их] неотъемлемым их [качеством] достоинством — сочетание чувства формы с тонкостью замысла <…> они не пройдут мимо Вас, не [заметив — прямого (?)] почувствовав остроты Вашего узрения, не[отметив] оставшись под впечатлением присущей Вам способности внезапно усмотреть в вещах нечто непредвиденное и запечатлеть его неожиданным словом. <…> А под всем этим ярко-зрительным расслышит чуткое ухо и музыкальную стихию Вашей лирики — не только в ритмическом и [звуков(ом)] жесте, [часто] порой столь счастливом, и в дорогой Вам звуковой живописи, но и во внутрен(нем) [изначаль(ном)?] движении, в сокровенной жизни [многих] Ваших строк. <…> согласен приветствовать Вашу [1 нрзб. немногоречивость молчаливость о себе] терпе(ливую?) сдержанность, [Ваше] стремление Ваше к объективизму и объективации, сведение личного начала к отзвучиям, [мелодии] обертонам [I нрзб.] напева. Мне нравится бодрость Вашего подхода к явлениям жизни и через них к жизненной сущности <…> я от души напутствую благопожеланиями Вашу книжку, которая иногда будет [живо] приятно напоминать мне два весенних месяца совместной работы в новой московской «Студии» поэтов— ИРЛИ. Ф. 607. — № 244. — Л. 1 — 1 об.
Религиозные искания 1920-х гг. и усложнившийся контекст общественной жизни привели Павлович к поэтическому творчеству для детей. Также она занималась переводами (Я. Райнис и др.).
В годы войны были напечатаны два сборника её патриотических стихов.
Н. А. Павлович — автор поэмы «Воспоминания об Александре Блоке» (1939—1946) и прозаических воспоминаний о поэте (1960-е).
В изданиях Московской патриархии и зарубежных изданиях под чужим именем публиковались её религиозные сочинения. Один из её псевдонимов — Александра Надеждина. Под именем архиепископа Минского Антония (Мельникова) были опубликованы работы «Из Евангельской истории» («Христос — победитель смерти») и «Святой равноапостольный архиепископ Японский Николай» (приуроченная к его прославлению).
В поздние годы писала религиозно-медитативные стихи. Подготовила к печати книгу воспоминаний «Неводы памяти».

## Павлович в литературе
- Памятник_(Павлович!_С_посошком,_бродячею_каликой_—_Ходасевич)
- Персонаж эпиграммы Марии Петровых: «У Книпович / И Павлович / Вышла склока / Из-за Блока»
- Кривулин В. Александр Блок едет в Стрельну (по воспоминаниям Надежды Павлович) // КОНЦЕРТ ПО ЗАЯВКАМ. Три книги стихов.

## Сочинения
- Тяжкий сон // РГАЛИ. Ф. 410. Оп. 1. № 2.
- Из воспоминаний об Александре Блоке" // Феникс. Кн. I. — М., 1922.
- Из воспоминаний о Блоке // Рупор. — 1922. — № 3.
- Берег. — М., 1922.
- Золотые ворота. — М., 1923.
- Ванины гости. Стихи. — Л.: Брокгауз-Ефрон, 1925.
- Капризник Тики (1925)
- Паровоз-гуляка (1925)
- Весёлая пчелка (1930)
- Коза в огороде (1930)
- Грибы. — М., 1930.
- Манюшкина кружка. — М., 1930.
- Барабанщик совхоза. — 2-е изд. — М., 1932.
- Шелка победы. — Сталинабад, 1943.
- Бранные кони. — Сталинабад, 1944.
- Зовущие зори: сценарий в 4 ч. [в соавт. с С.Есениным, М.Герасимовым, С.Клычковым] / подгот. к публ. Н.Павлович // Литературная Рязань. Кн. 2. — Рязань, 1957.
- Думы и воспоминания. — М., 1962.
- Антоний (Мельников), архиеп. Минский Из Евангельской истории // Богословские труды. — 1966. — № 6.
- Воспоминания об Александре Блоке // Блоковский сборник. [I]. — Тарту, 1964. — С. 449—506.
- Сквозь долгие года… Избранные стихи. — М., 1977.
- Оптина пустынь. Почему туда ездили великие? // Прометей. — 1980. — № 12.
- На пороге. — М., 1981.
- К биографии художника Болотова // Прометей. — 1983. — № 13.
- Оптина: Поэма // Москва. — 1991. — № 7.
- Оптинский старец отец Нектарий. Стих. творчество Н. Павлович // Журнал Московской Патриархии. — 1994. — № 6.
- Невод памяти / Публ. Т. Н. Бедняковой // Человек. — 1996. — № 4, 6; 1997. — № 1—5; 1998. — № 1.
- Победитель смерти. — М.: Издательство Свято-Тихоновского Богословского института, 2000.